# Zofia Habsburg
Zofia Habsburg-Lotaryńska (właś. Zofia Fryderyka Dorota Maria Józefa; niem. Sophie Friederike Dorothea Maria Josepha; ur. 5 marca 1855 w Wiedniu, zm. 29 maja 1857 w Budapeszcie) – arcyksiężniczka austriacka. Była pierwszym dzieckiem cesarza Austrii, Franciszka Józefa I, oraz jego żony, Elżbiety Bawarskiej. Zmarła w wieku dwóch lat.

## Życiorys
Urodziła się 5 marca 1855 roku w Wiedniu jako pierworodne dziecko cesarza Austrii, Franciszka Józefa I, oraz jego żony, Elżbiety Bawarskiej. Dziewczynka została ochrzczona tego samego dnia jako Zofia Fryderyka Dorota Maria Józefa (niem. Sophie Friederike Dorothea Maria Josepha). Arcyksiężniczka otrzymała swoje imiona po matce ze strony ojca, arcyksiężnej Zofii. Decyzji tej nie konsultowano z Elżbietą. Zdania cesarzowej nie brano również pod uwagę przy wyborze odpowiednich apartamentów oraz opiekunki dla małej arcyksiężniczki. Każdą decyzję w sprawie pierworodnego dziecka pary cesarskiej podejmowała arcyksiężna Zofia, mając przekonanie, że to ona najlepiej zajmie się swoją wnuczką – ponieważ cesarz nie ma zbyt wiele czasu, a cesarzowa jest zbyt niedojrzała, aby podołać wychowaniu dziecka.

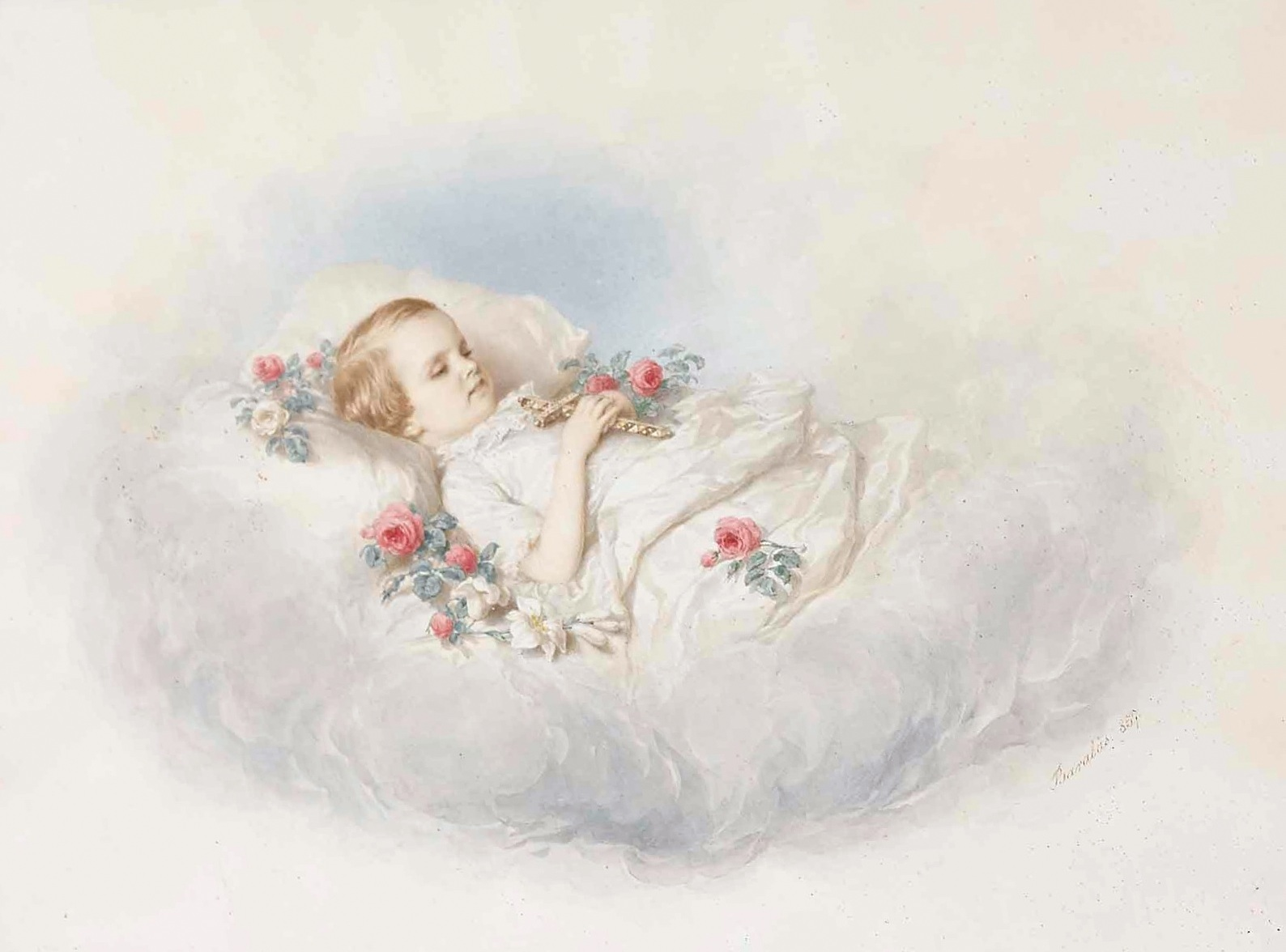
Zofia na obrazie Miklósa Barabasa (1857)

Na przełomie 1856 i 1857 roku Elżbieta i Franciszek Józef udali się na wizytę zagraniczną do Włoch, a następnie – na Węgry. Cesarzowa przekonała swojego męża, aby wzięli ze sobą swoje dwie córki – Zofię i jej młodszą siostrę, Gizelę. Przeciwna temu pomysłowi była arcyksiężna Zofia, która próbowała przekonać syna, aby pozostawił dzieci w Austrii. Franciszek Józef po raz pierwszy wyraźnie wziął stronę swojej młodej żony i małe arcyksiężniczki wyjechały wraz ze swoimi rodzicami za granicę. W maju 1857 roku mała Zofia poważnie zachorowała, a 29 maja – zmarła. Para cesarska wróciła do Austrii, odwołując następne wizyty zagraniczne, które miały się odbyć. Elżbieta wpadła w głęboką depresję. Czując się winna śmierci najstarszego dziecka, postanowiła nie walczyć z teściową o prawa do młodszej córki i pogrążyła się w rozpaczy.

## Genealogia
| Prapradziadkowie                      | cesarz rzymski Leopold II Habsburg (1747-1792) ∞ 1765 Maria Ludwika Burbon (1745–1792)              | król Hiszpanii Ferdynand I Burbon (1751-1816) ∞ 1768 Maria Karolina Habsburg (1752-1814)            | Fryderyk Michał Wittelsbach (1724-1767) ∞1746 Maria Franciszka Wittelsbach (1724-1794)                  | Fryderyk Michał Wittelsbach (1724-1767) ∞1746 Maria Franciszka Wittelsbach (1724-1794)                  | Karol Ludwik Badeński (1755–1801) ∞ 1774 Amalia Fryderyka Hessen-Darmstadt (1754-1832)                      | Karol Ludwik Badeński (1755–1801) ∞ 1774 Amalia Fryderyka Hessen-Darmstadt (1754-1832)                      | książę w Bawarii Wilhelm Wittelsbach (1752-1837) ∞1780 Anna Maria Wittelsbach (1753-1824)                   | Ludwik Maria Arenberg (1757-1795) ∞ Anna de Mailly-Nesle (1766-1789)                                        |
| Pradziadkowie                         | cesarz Austrii Franciszek II Habsburg (1768-1835) ∞ 1790 Maria Teresa Burbon-Sycylijska (1772-1807) | cesarz Austrii Franciszek II Habsburg (1768-1835) ∞ 1790 Maria Teresa Burbon-Sycylijska (1772-1807) | król Bawarii Maksymilian I Józef Wittelsbach (1756-1825) ∞ 1797 Karolina Fryderyka Badeńska (1776-1841) | król Bawarii Maksymilian I Józef Wittelsbach (1756-1825) ∞ 1797 Karolina Fryderyka Badeńska (1776-1841) | król Bawarii Maksymilian I Józef Wittelsbach (1756-1825) ∞ 1797 Karolina Fryderyka Badeńska (1776-1841)     | król Bawarii Maksymilian I Józef Wittelsbach (1756-1825) ∞ 1797 Karolina Fryderyka Badeńska (1776-1841)     | książę w Bawarii Pius Wittelsbach (1786-1837) ∞1807 Amalia Luiza Arenberg (1789-1823)                       | książę w Bawarii Pius Wittelsbach (1786-1837) ∞1807 Amalia Luiza Arenberg (1789-1823)                       |
| Dziadkowie                            | arcyksiążę Franciszek Karol Habsburg (1802-1878) ∞ 1824 arcyksiężna Zofia Wittelsbach (1805-1872)   | arcyksiążę Franciszek Karol Habsburg (1802-1878) ∞ 1824 arcyksiężna Zofia Wittelsbach (1805-1872)   | arcyksiążę Franciszek Karol Habsburg (1802-1878) ∞ 1824 arcyksiężna Zofia Wittelsbach (1805-1872)       | arcyksiążę Franciszek Karol Habsburg (1802-1878) ∞ 1824 arcyksiężna Zofia Wittelsbach (1805-1872)       | Ludwika Wilhelmina Wittelsbach (1808-1892) ∞1828 książę w Bawarii Maksymilian Józef Wittelsbach (1808-1888) | Ludwika Wilhelmina Wittelsbach (1808-1892) ∞1828 książę w Bawarii Maksymilian Józef Wittelsbach (1808-1888) | Ludwika Wilhelmina Wittelsbach (1808-1892) ∞1828 książę w Bawarii Maksymilian Józef Wittelsbach (1808-1888) | Ludwika Wilhelmina Wittelsbach (1808-1892) ∞1828 książę w Bawarii Maksymilian Józef Wittelsbach (1808-1888) |
| Rodzice                               | cesarz Austrii Franciszek Józef I (1830-1916) ∞1854 Elżbieta Wittelsbach (1837-1898)                | cesarz Austrii Franciszek Józef I (1830-1916) ∞1854 Elżbieta Wittelsbach (1837-1898)                | cesarz Austrii Franciszek Józef I (1830-1916) ∞1854 Elżbieta Wittelsbach (1837-1898)                    | cesarz Austrii Franciszek Józef I (1830-1916) ∞1854 Elżbieta Wittelsbach (1837-1898)                    | cesarz Austrii Franciszek Józef I (1830-1916) ∞1854 Elżbieta Wittelsbach (1837-1898)                        | cesarz Austrii Franciszek Józef I (1830-1916) ∞1854 Elżbieta Wittelsbach (1837-1898)                        | cesarz Austrii Franciszek Józef I (1830-1916) ∞1854 Elżbieta Wittelsbach (1837-1898)                        | cesarz Austrii Franciszek Józef I (1830-1916) ∞1854 Elżbieta Wittelsbach (1837-1898)                        |
| Zofia Habsburg-Lotaryńska (1855–1857) | | | | | | | | |